# Anna Arnaudo
Anna Arnaudo (Cuneo, 18 ottobre 2000) è una mezzofondista italiana.

## Biografia
Cresciuta a Borgo San Dalmazzo, ha iniziato a praticare l'atletica leggera in modo continuativo nel 2015, dedicandosi alla corsa su pista, ma anche in montagna. La sua prima convocazione in maglia azzurra risale al 2018, quando ha preso parte ai campionati europei di corsa in montagna di Skopje, dove si è classificata 11ª nella corsa juniores contribuendo al primo posto dell'Italia nella gara femminile a squadre.
Nel 2019, dopo essersi classificata decima nei 3000 metri piani ai campionati europei under 20, ha conquistato una nuova medaglia d'oro nella corsa in montagna under 20 a squadre ai mondiali di Villa La Angostura, che l'hanno vista nona nella classifica individuale.
Nel 2021 ha conquistato il suo primo titolo di campionessa italiana assoluta, classificandosi prima ai campionati italiani di Rovereto nei 5000 metri piani. Ai campionati europei under 23 di atletica leggera a Tallinn ha ottenuto la medaglia d'argento nei 10000 metri piani dietro all'olandese Jasmijn Lau.
Dal 2019 è allenata da Gianni Crepaldi.

## Record nazionali
Promesse
- 10000 metri piani: 32'09"54 ( Pacé, 28 maggio 2022)
- Mezza maratona: 1h11'39 ( Pisa, 9 settembre 2022)

## Progressione

### 1500 metri piani
| Stagione | Tempo   | Luogo    | Data      | Rank. Mond. |
| -------- | ------- | -------- | --------- | ----------- |
| 2022     | 4'28"09 | Milano   | 23-4-2022 |             |
| 2020     | 4'32"61 | Alba     | 4-9-2020  |             |
| 2018     | 4'40"60 | Chivasso | 14-7-2018 |             |
| 2017     | 4'54"67 | Cuneo    | 9-7-2017  |             |
| 2016     | 4'56"03 | Jesolo   | 19-6-2016 |             |

### 1500 metri piani indoor
| Stagione  | Tempo   | Luogo  | Data      | Rank. Mond. |
| --------- | ------- | ------ | --------- | ----------- |
| 2020/2021 | 4'34"33 | Ancona | 24-1-2021 |             |
| 2016/2017 | 4'51"11 | Padova | 22-1-2017 |             |

### 3000 metri piani
| Stagione | Tempo    | Luogo  | Data       | Rank. Mond. |
| -------- | -------- | ------ | ---------- | ----------- |
| 2024     | 9'12"35  | Milano | 13-4-2024  |             |
| 2020     | 9'34"50  | Alba   | 10-10-2020 |             |
| 2019     | 9'34"38  | Borås  | 19-7-2019  |             |
| 2018     | 10'03"85 | Alba   | 1-9-2018   |             |
| 2017     | 10'25"18 | Rieti  | 17-6-2017  |             |
| 2016     | 10'32"75 | Jesolo | 18-6-2016  |             |

### 3000 metri piani indoor
| Stagione  | Tempo    | Luogo  | Data      | Rank. Mond. |
| --------- | -------- | ------ | --------- | ----------- |
| 2020/2021 | 9'55"84  | Ancona | 7-2-2021  |             |
| 2016/2017 | 10'28"22 | Padova | 21-1-2017 |             |

### 5000 metri piani
| Stagione | Tempo    | Luogo     | Data       | Rank. Mond. |
| -------- | -------- | --------- | ---------- | ----------- |
| 2024     | 15'30"18 | Modena    | 1-5-2024   |             |
| 2022     | 16'04"24 | Carquefou | 11-6-2022  |             |
| 2021     | 15'39"02 | Milano    | 25-9-2021  |             |
| 2020     | 16'04"45 | Modena    | 18-10-2020 |             |
| 2019     | 17'13"72 | Rieti     | 7-6-2019   |             |
| 2018     | 17'41"34 | Agropoli  | 1-6-2018   |             |

### 10000 metri piani
| Stagione | Tempo    | Luogo   | Data      | Rank. Mond. |
| -------- | -------- | ------- | --------- | ----------- |
| 2024     | 31'39"86 | Londra  | 18-5-2024 |             |
| 2023     | 33'16"95 | Brescia | 7-5-2023  |             |
| 2022     | 32'09"54 | Pacé    | 28-5-2022 |             |
| 2021     | 32'40"43 | Tallinn | 9-7-2021  |             |

### Mezza maratona
| Stagione | Tempo   | Luogo | Data     | Rank. Mond. |
| -------- | ------- | ----- | -------- | ----------- |
| 2022     | 1h11'39 | Pisa  | 9-9-2022 |             |

### 3000 metri siepi
| Stagione | Tempo    | Luogo   | Data      | Rank. Mond. |
| -------- | -------- | ------- | --------- | ----------- |
| 2022     | 10'22"46 | Orano   | 1-7-2022  |             |
| 2021     | 9'45"86  | Brescia | 11-9-2021 |             |

## Palmarès
| Anno | Manifestazione                | Sede               | Evento              | Risultato | Prestazione | Note                          |
| ---- | ----------------------------- | ------------------ | ------------------- | --------- | ----------- | ----------------------------- |
| 2018 | Europei di corsa in montagna  | Skopje             | Corsa U20           | 11ª       |             |                               |
| 2018 | Europei di corsa in montagna  | Skopje             | Corsa U20 a squadre | Oro       | 12 p.       |                               |
| 2019 | Europei U20                   | Borås              | 3000 m piani        | 10ª       | 9'43"03     |                               |
| 2019 | Europei di cross              | Lisbona            | Corsa U20           | 32ª       | 15'12"      |                               |
| 2019 | Mondiali di corsa in montagna | Villa La Angostura | Corsa U20           | 9ª        | 39'52"      |                               |
| 2019 | Mondiali di corsa in montagna | Villa La Angostura | Corsa U20 a squadre | Oro       | 17 p.       |                               |
| 2021 | Europei U23                   | Tallinn            | 10000 m piani       | Argento   | 32'40"43    | Miglior prestazione personale |
| 2021 | Europei di cross              | Dublino            | Corsa U23           | 6ª        | 20'55"      |                               |
| 2021 | Europei di cross              | Dublino            | A squadre           | Oro       | 18 p.       |                               |
| 2022 | Giochi del Mediterraneo       | Orano              | 3000 m siepi        | 10ª       | 10'22"46    |                               |
| 2022 | Europei di cross              | Venaria Reale      | Corsa U23           | 19ª       | 21'15"      |                               |
| 2022 | Europei di cross              | Venaria Reale      | A squadre           | Argento   | 31 p.       |                               |
| 2024 | Europei                       | Roma               | 10000 m piani       | dnf       | dnf         |                               |

## Campionati nazionali
- 1 volta campionessa italiana assoluta dei 5000 metri piani (2021)
- 1 volta campionessa italiana assoluta dei 10000 metri piani (2024)
- 1 volta campionessa italiana under 23 dei 3000 metri siepi (2021)

2016
- Argento ai campionati italiani allievi, 1500 m - 4'56"03
- 10ª ai campionati italiani allievi, 3000 m - 10'32"75

2017
- 9ª ai campionati italiani allievi, 3000 m - 10'25"18

2018
- 4ª ai campionati italiani juniores, 5000 m - 17'41"34

2019
- 25ª ai campionati italiani di 10 km su strada - 35'31"
- 5ª ai campionati italiani juniores, 5000 m - 17'13"72

2020
- 4ª ai campionati italiani assoluti, 5000 m - 16'04"45

2021
- Argento ai campionati italiani di 10 km su strada - 32'51"
- Argento ai campionati italiani assoluti, 10000 m - 34'24"26
- Oro ai campionati italiani assoluti, 5000 m - 15'57"69
- Bronzo ai campionati italiani promesse indoor, 3000 m - 9'55"84
- Oro ai campionati italiani promesse, 3000 m siepi - 10'01"16
- Argento ai campionati italiani promesse, 5000 m - 16'11"75

2022
- Oro ai campionati italiani assoluti, 10000 m piani - 32'46"05
- 7ª ai campionati italiani assoluti, 5000 m piani - 16'06"83
- Oro ai campionati italiani promesse, 10000 m piani - 32'46"05
- Argento ai campionati italiani di corsa campestre
- Argento ai campionati italiani promesse di corsa campestre
- Oro ai campionati italiani promesse di maratonina - 1h11'39"

2023
- Argento ai campionati italiani assoluti, 10000 m piani - 33'16"95
- Oro ai campionati italiani di maratonina - 1h12'41"
- 4ª ai campionati italiani di 10 km su strada - 32'53"

2024
- Oro ai campionati italiani assoluti, 10000 m piani - 32'40"81
- 8ª ai campionati italiani assoluti, 3000 m siepi - 10'26"74

## Altre competizioni internazionali
2019
- Oro al Cross di Alà dei Sardi ( Alà dei Sardi)

2021
- 2ª alla Coppa Europa dei 10 000 metri (corsa B), 10 000 m - 33'02"70
- Argento alla Coppa Europa dei 10 000 metri piani, corsa a squadre - 1h39'32"49

2022
- 9ª al Campaccio ( San Giorgio su Legnano) - 19'41"
- 5ª alla Cinque Mulini ( San Vittore Olona)
- 7ª alla Coppa Europa dei 10 000 metri, 10 000 m - 32'09"54
- 5ª alla BOclassic ( Bolzano) - 16'05"

2023
- 9ª alla Stramilano ( Milano) - 1h14'13"
- 9ª al Campaccio ( San Giorgio su Legnano) - 20'18"

2024
- 25ª alla 10K Valencia Ibercaja ( Valencia) - 32'29"